# Bligny (Aube)
Bligny é uma comuna francesa na região administrativa de Grande Leste, no departamento de Aube. Estende-se por uma área de 22,74 km². Em 2010 a comuna tinha 165 habitantes (densidade: 7,3 hab./km²).